# 和谐2C型电力机车
和谐2C型电力机车（HXD2C），是用于中国铁路的交流电传动干线货运电力机车车型之一。

## 发展历史

### 背景
自2003年刘志军出任中华人民共和国铁道部部长后，提出并实施铁路“跨越式发展”，以尽快缩小在铁路机车车辆装备上与国际先进水平的差距。2003年11月，中国铁道部与中国南车、北车集团及其重点企业共同制定了《加快铁路机车车辆装备现代化实施纲要》，并选择了6家机车制造企业作为引进先进技术和自主创新依托的主体。2004年1月，中国国务院常务会议通过了《中长期铁路网规划》；2004年4月，国务院常务会议研究通过的铁路机车车辆装备现代化实施方案明确指出，“加快我国铁路运输装备现代化，要按照引进先进技术、联合设计生产、打造中国品牌的总体要求，力争在较短时间内，使我国机车车辆生产能力达到世界先进水平”。2004年，中国北车集团大同电力机车有限责任公司与法国阿尔斯通公司，引进了HXD2型双节八轴10000千瓦交流传动电力机车。2007年，大同电力机车再次与阿尔斯通公司合作，引进了HXD2B型六轴9600千瓦电力机车。

### 研制
在HXD2、HXD2B型电力机车基础上，大同电力机车有限责任公司于2009年开始着手研制六轴7200千瓦电力机车，新机车被定型为HXD2C型，其中“HX”是“和谐”的汉语拼音首字母缩写、“D”代表电力机车、“2”代表大同电力机车公司的生产厂商代号，通称为“和谐”2C型电力机车。2009年底，首台HXD2C型机车完成组装，并开始进行厂内调试。2010年5月23日，HXD2B、HXD2C型电力机车下线剪彩仪式在大同电力机车公司举行。2010年6月，铁道部向大同电力机车公司正式签订了220台HXD2C型电力机车的采购合同，总值58.5亿元人民币。
HXD2C型电力机车是在HXD2系列交流传动机车设计制造技术平台的基础上，为满足中国铁路重载货运需要而研发的大功率交流传动干线货运用六轴电力机车，牵引系统采用交—直—交流电传动、水冷IGBT牵引逆变器、变频异步牵引电机、分布式网络控制系统，单轴功率1200千瓦，额定总功率为7200千瓦，能够在平原地区单机牵引5000～6000吨货物列车，最高运行速度为120公里/小时。机车总体采用“标准化、系列化、模块化、信息化”的设计原则，增加了设备的通用性、互换性。HXD2C型电力机车可根据用户需要，选择搭载不同供应商的牵引电传动系统，包括基于HXD3型电力机车的东芝系统（A方案）、基于HXD1C型电力机车的株洲南车时代系统（B方案）、基于HXD3B型电力机车的庞巴迪系统（C方案）、中国北车集团自主研发的“北车心”系统（D方案）、以及基于HXD2系列电力机车的阿尔斯通系统（E方案）。目前采用东芝系统、庞巴迪系统及“北车心”系统的HXD2C型机车已经实现投产。

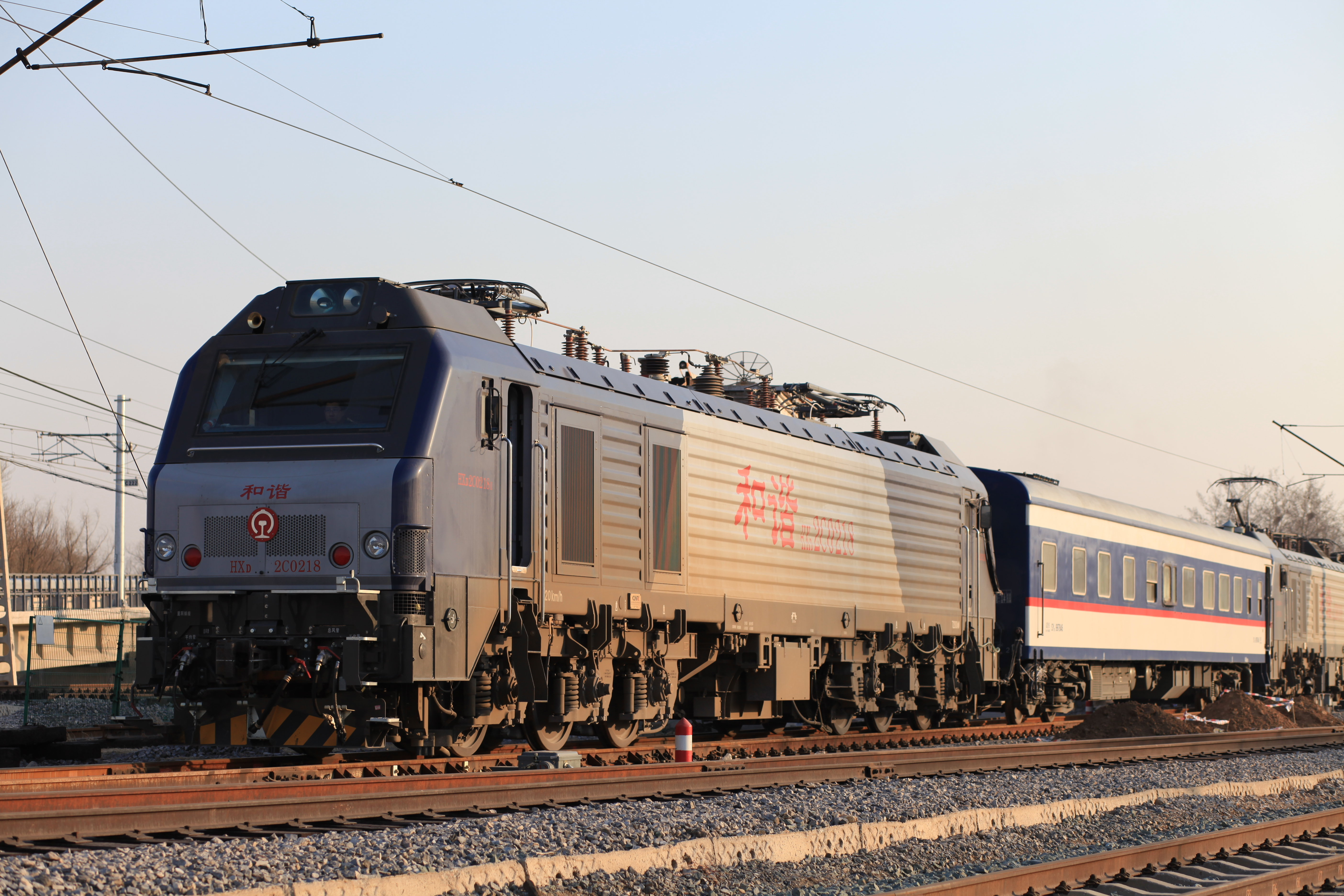
首台采用“北车心”牵引系统的HXD2C型0218号机车在北京环形铁道进行型式试验

首批167台HXD2C型电力机车（0001～0167）采用东芝牵引系统，首台机车于2010年5月正式下线后，被送往中国铁道科学研究院北京环形铁道试验基地开始进行型式试验。2009年8月及12月，HXD2C型0001、0002号机车赴郑州铁路局新乡机务段，在京广铁路新乡至安阳间和新焦铁路新乡至晋城北间进行23、25吨轴重状态下动力学试验和重载牵引试验，机车在京广线上的最高试验速度达到130公里/小时。
第二批50台HXD2C型机车（0168～0217）采用庞巴迪牵引系统。2010年10月17日，大同电力机车公司与江苏常牵庞巴迪牵引系统有限公司（BCP）签订了7200千瓦电力机车牵引及控制系统的采购合同，为HXD2C型机车提供主变流柜、辅助变流柜、辅助滤波柜、牵引电动机和“Mitrac”微机控制系统等设备。首批设备于2011年3月开始交付同车公司。
首笔订单的最后3台HXD2C型机车（0218～0220）采用中国北车集团自主研发的牵引系统，俗称“北车心”。2010年10月，中国北车集团开始立项研制7200千瓦电力机车电传动系统，以DJG2型交流传动高速客运电力机车牵引系统为研制技术平台，研制单位包括大同电力机车公司、永济电机公司、大连机车研究所和大连电力牵引研发中心，大连所和大连电牵研发中心主要负责网络控制系统、牵引变流控制单元、辅助变流器控制单元、辅助功率模块的研制；永济电机公司负责牵引电机、变流器主电路、牵引功率模块、柜体等的研制。2011年3月，“北车心”机车所使用的NECT牵引及网络控制系统通过技术评审。2011年5月，首台“北车心”机车的配套产品，包括电传动系统、牵引辅助变流器、IGBT功率模块、滤波柜等，在永济电机公司完成试制组装及例行试验。

### 运用

#### 中國國鐵
2010年12月，HXD2C型电力机车投入批量生产，并开始配属太原鐵路局（太原局集團）太原机务段；2010年12月20日，HXD2C型机车在石太铁路正式投入运营。2011年5月，根据铁道部安排，将太原机务段所有HXD2C型电力机车陆续调拨给郑州铁路局新乡机务段，担当侯月铁路货运任务。此外，亦有部分HXD2C配屬太原局集團轄下非全資附屬機構-大同地方鐵路公司，而該等機車並無漆上國鐵路徽。

#### 白俄羅斯鐵路機車
本型機車配備（不包括軌距）採用C方案（龐巴迪常牽製牽引系統），而制動系統則汲取了BCG-1型電力機車的經驗進行改進，以符合白俄羅斯相關規定。目前所有機車均已投入服務。

## 技术特点

### 总体结构
HXD2C型电力机车是六轴大功率干线货运用电力机车，车体结构与HXD2B型电力机车完全相同，采用框架式整体承载全钢箱型壳体焊接结构，车体侧墙采用波纹钢板，并设有宽度为787毫米的维修门。车体两端各设有一个司机室，司机可在任何一端司机室对机车进行控制。司机室采用框架式焊接钢结构，前窗采用一整体电热玻璃，为司乘人员提供了良好的视角，并满足机车在寒冷季节使用的需要。车内设备采用模块化结构、两侧屏柜化布置，并设宽600毫米的中间贯通走廊；车上并设有电水壶、冰箱、微波炉、卫生间等生活设施。每台机车车顶设有两台DSA-200型单臂式受电弓，其他车顶外置设备包括真空断路器、接地开关、避雷器、高压连接器等高压设备。
机车采用独立通风方式，从侧墙过滤窗和车顶百叶窗吸入冷风，向发热部件冷却后从车底排出，并维持机械间呈微正压，改善机车防尘效果及防寒性能。机车轴式为Co-Co，持续功率为9600千瓦；机车标准轴重为23吨，并可以通过增加压铁提高到25吨。空气制动系统采用法维莱公司的“Eurotrol”微机控制电空制动机，具有空电联合制动、阶段缓解、断钩保护、备用制动等功能。

### 电气系统
HXD2C型电力机车是交—直—交流电传动的单相工频交流电力机车，机车主电路由主变压器、牵引变流器、牵引电动机三大部分构成。机车设计采用“标准化、系列化、模块化、信息化”的开发原则，可以实现搭载不同供应商的牵引电传动系统。不论采用哪种牵引系统，所有HXD2C系列电力机车均采用单轴控制技术，每台牵引电机对应一套独立的四象限整流器和逆变器。

#### 东芝牵引系统（COV094-A0/B0/C0/D0）
HXD2C-A方案机车采用与HXD3型电力机车类似的东芝牵引传动系统，每台机车设有6套完全独立而又相同的牵引变流单元，分别安装在2个主变流器柜内，分别为2台转向架上的6台牵引电动机供电。每台主变流器柜内含有三组牵引变流器单元和一组辅助变流器；每组变流器单元由一个四象限脉冲整流器、一个中间直流环节、一个两点式电压型PWM逆变器组成；功率控制模块采用水冷IGBT变流模块（4500V/900A），中间直流电压为2800V。

#### 庞巴迪牵引系统（中国用 MITRAC TC3300 AC V18，白俄罗斯用 MITRAC TC3300 AC V29）
HXD2C-C方案机车采用基于HXD3B型电力机车的庞巴迪牵引传动系统，每台机车设有3个主变流器柜，每台主变流器柜由二个四象限脉冲整流器、一个中间直流环节、二个两点式电压型PWM逆变器和一个辅助变流器组成；功率控制模块采用水冷IGBT变流模块，中间直流电压为2800伏。

#### 北车牵引系统（YGZN2Q234）
HXD2C-D方案机车采用北车永济电机自主研发的牵引传动系统，充分考虑与既有机车实现部件简统互换和核心关键部件完全自主化的要求，可实现主辅分体或一体化、冷却系统独立轴控水冷或架控水冷等方式的灵活组合。

#### 辅助电路
HXD2C型机车将辅助变流装置集成在主变流柜中，每台机车设有两个IGBT辅助变流器，由主变压器二次侧辅助绕组供电。辅助变流器通过使用PWM整流器单元把从主变压器供电的单相交流电转换为恒定电压的直流电，再供通过逆变器单元转换为三相交流电。正常情况下两个变流器基本上以50%的额定容量工作，其中一个为恒频恒压变流器（CVCF），另一个为变频变压变流器（VVVF）。当某一套辅助变流器发生故障时，另一套辅助变流器可以承担机车全部的辅助电动机负载，此时该辅助变流器按照CVCF方式工作，确保机车辅助供电系统的可靠性。

### 转向架
机车走行部为两台三轴转向架，其结构与HXD2B型电力机车的转向架完全相同。转向架构架采用钢板焊成箱形结构的“目”字型构架，轮对轴箱采用拉杆定位。一系悬挂采用螺旋弹簧加双轴箱拉杆配垂向油压减震器；二系悬挂为橡胶堆。牵引力或制动力通过单推挽水平短牵引拉杆牵引装置传递。牵引电动机采用滚动轴承抱轴式半悬挂、单边刚性直齿传动。基础制动装置为单侧双闸瓦踏面制动单元，并带有闸瓦间隙调节器；其中三组制动单元具有停放制动功能。转向架并设有轮缘润滑装置。

## 参看
- HXD2型电力机车
- HXD2B型电力机车
- HXD3型电力机车
- HXD3B型电力机车
- HXD3C型电力机车
- HXD3D型电力机车
- DJG2型电力机车